# خیال‌باف
خیالباف (انگلیسی: The Daydreamer) نام رمانی است نوشتهٔ ایان مک‌یوون که در سال ۱۹۹۴ در بریتانیا منتشر شد.
در ایران نشر نی خیالباف را در سال ۱۳۸۹ با ترجمهٔ میلاد زکریا منتشر کرده است.